# Wettbewerbsrecht (Europäische Union)
Das Europäische Wettbewerbsrecht ist ein Teil des EU-Rechts und umfasst neben dem Lauterkeitsrecht das Kartellrecht sowie das Recht der staatlichen Beihilfen, gelegentlich auch das Vergaberecht und das Recht öffentlicher Unternehmen.

## Rechtsgrundlagen
Geregelt ist es in Titel VII des Vertrages über die Arbeitsweise der Europäischen Union (AEUV), und zwar in Art. 101 bis Art. 105 AEUV das Kartellrecht, in Art. 106 AEUV Bestimmungen über öffentliche und monopolartige Unternehmen und in den Art. 107AEUV bis Art. 109 AEUV das Beihilfenrecht.
Das europäische Vergaberecht stützt sich im Wesentlichen auf Sekundärrecht (die so genannten Vergaberichtlinien). Bestandteil des Europäischen Wettbewerbsrechts ist zudem die präventive Kontrolle von Konzentrationsvorhaben einer bestimmten Größenordnung auf ihre Vereinbarkeit mit dem Gemeinsamen Markt nach der so genannten Fusionskontrollverordnung (Zusammenschlusskontrolle).

## Europäisches Lauterkeitsrecht
Zum europäischen Lauterkeitsrecht gehören die folgenden Rechtsakte:
- Richtlinie 2005/29/EG vom 11. Mai 2005 über unlautere Geschäftspraktiken im binnenmarktinternen Geschäftsverkehr zwischen Unternehmen und Verbrauchern („UGP-Richtlinie“), mit der eine Vollharmonisierung des Lauterkeitsrechts im Verhältnis Unternehmen–Verbraucher eingeführt wurde;
- Richtlinie 2006/114/EG vom 12. Dezember 2006 über irreführende und vergleichende Werbung („Werbe-Richtlinie“), die im Bereich der vergleichenden Werbung zu einem einheitlichen Regelungsstand in der Europäischen Union geführt hat.

Darüber hinaus enthalten die folgenden verbraucherschützenden Rechtsakte lauterkeitsrechtliche Vorschriften:
- E-Commerce-Richtlinie,
- Fernabsatz-Richtlinie,
- sowie eine Reihe weiterer Rechtsakte, darunter die Richtlinie 2001/83/EG vom 6. November 2001 zur Schaffung eines Gemeinschaftskodexes für Humanarzneimittel (Humanarzneimittelrichtlinie), die Fernsehrichtlinie und die Richtlinie 2014/53/EU vom 16. April 2014 über die Harmonisierung der Rechtsvorschriften der Mitgliedstaaten über die Bereitstellung von Funkanlagen auf dem Markt (Telekommunikationsrichtlinie).